# Őskori jégember (South Park)
Az Őskori jégember (Prehistoric Ice Man) a South Park című rajzfilmsorozat 31. része (a 2. évad 18. epizódja). Elsőként 1999. január 20-án sugározták az Egyesült Államokban.

## Cselekmény
A főszereplő gyerekek egy ausztrál dokumentumfilm megtekintése után krokodilvadászatra indulnak, de Kyle beleesik egy gödörbe és a segítségére siető Stannel együtt talál egy megfagyott testet. A fiúk a jégtömböt ezután Dr. Mephistónak, a South Park-i génsebésznek adják. Mivel Stan és Kyle nem tudja eldönteni, hogy hívják a jégembert (Stan „Gorak”-nak, Kyle pedig „Steve”-nek akarja elnevezni) és azon is vitatkozni kezdenek, ki találta meg valójában, a két közeli barát összeveszik egymással és ezután mindketten Cartmant nevezik ki új legjobb barátjuknak.
A laboratóriumban Mephisto és asszisztense, Kevin kiolvasztja a fagyott férfit és felfedezik, hogy az illető 1996-ból származik. Nemsokára az is nyilvánvalóvá válik, hogy Larry – mert valójában így hívják a férfit – életben van, de a laborban kisvártatva titokzatos kormányügynökök jelennek meg, akik meggyőzik Mephistót, hozzon létre egy 1996-ot idéző kiállítást Larry számára. Larry azonban nem érzi jól magát bezárva, ezért szenvedését látva Stan és Kyle (akik elhatározták, másnap megverekszenek egymással) kiszabadítja őt a fogságból. Még tönkre is tesz egy TV-t mert ideges lesz az énektől. Hamarosan Larry tudomására jut, hogy felesége újra férjhez ment és a gyerekei – különös módon – nyolc, illetve tizenhárom évesek. Larry úgy érzi, nem tud boldogulni ebben a világban, de Kyle megoldást talál a problémára: azt tanácsolja neki, utazzon az iowai Des Moines városába, amely állítólag három évvel elmaradottabb az összes többi településnél.
A vasútállomáson felfordulás tör ki – Stan és Kyle összeverekszik, miközben megjelennek a kormányügynökök, akik a tévében szereplő krokodilvadász segítségével akarják elfogni Larryt. Mint kiderül, a Szövetségi Nyomozóiroda valamilyen módon Svédország elfoglalására akarja felhasználni a férfit. Larry azonban sikeresen elmenekül egy helikopterrel, Stan és Kyle pedig kibékül egymással.

## Kenny halála
- Kennyt a kiállításon bepréselődik a futószőnyeg alá. Stan ezután szokás szerint megjegyzi: „Uramatyám, megölték Kennyt!”, de Kyle csak annyit mond: „Mi van? Veled nem beszélek”. A mondat emellett kétféle változatban is elhangzik az epizód során.
  - Amikor Kyle az epizód elején beleesik a gödörbe, Stan dühösen kijelenti: „Na, Cartman, megölted Kyle-t!”, mire Kenny Kyle szavaival válaszol – igaz, alig érthetően.
  - Amikor a jégembert kiolvasztják, Stan kijelenti: „Úristen, felélesztették Gorakot”, erre Kyle a szokásos mondatával reagál.

## Bakik
- Larry 3 éve hibernálódott le, de később az mondják hogy két éve.
- Amikor Larry megy az esőben amikor odaért a TV-s bolthoz és Marilyn Manson énekel. A bal alsó TV-ben nem teljesen láthatjuk az énekest.
- Amikor közelről mutatják Marilyn Manson-t akkor éneklés közben hirtelen piros lesz a szemüvege és utána normálisan lehet látni a szemét.
- Amikor kidobja Larry a nagy TV-t egy kis részébe belelátszódik az ajtó is.